# Knut Filipsson
Knut Filipsson var en medeltida svensk riddare, som endast är känd från en enda medeltida handling, vilken dock indikerar på att han måste ha tillhört Sveriges högfrälse och dess högsta elit, även om man i efterhand har misslyckats med att identifiera honom, hans släkttillhörighet, och närmaste familj. Möjligen var han bror till Johan och Birger Filipsson (Aspenäsätten), som avrättades av Magnus Ladulås (se utredning nedan). 

## Omnämnanden
Den enda gången han är nämnd är i ett dokument från 11 februari 1253, där Birger jarl byter jord med Gudhems kloster, vilket han bevittnar tillsammans med kung Valdemar Birgersson, hertiginnan Ingeborg Eriksdotter, och riddarna Holmger Folkesson (Ama), Karl Ulfsson (Ulvätten), Birger jarls bror Elof, Johan Ängel den äldre, Knut Dansson (ytterligare en riddare som endast är känd från detta dokument), och lagmannen Peter Näf, men där tyvärr Knut Filipssons sigill inte kan ses, vilket förhindrat identifieringen av honom.

## Utredning
Stefan Söderlind har i sin utredning Tyrgils Knutssons härkomst i Personhistorisk tidskrift 1952, nämnt denne Knut Filipsson i samband med dokumentet, och det andra vittnet Knut Dansson, vilka båda har varit föremål för intresse och kvalificerat sig i släktutredningar om marsken Tyrgils Knutsson , när man sökt efter möjliga personer som har hetat Knut, och har kunnat varit far till marsken. Med hänsyn till det magra källäget om Knut Dansson och Knut Filipsson, har de av flesta historiker avfärdats som möjlig far till Tyrgils. Söderlind tillägger att Knut Filipsson kan ha varit bror till Johan och Birger Filipsson (Aspenäsätten), som avrättades av Magnus Ladulås år 1280.